# Klasyfikacja Biblioteczno-Bibliograficzna
Klasyfikacja Biblioteczno-Bibliograficzna (BBK) – powstała w latach 60. w ZSRR opracowana przez pracowników największych bibliotek radzieckich. Jako kryterium systematyzacji wiedzy zastosowano marksistowsko-leninowską koncepcję nauk. Pierwsze pełne wydanie klasyfikacji ukazało się w latach 1960-1968 w 30 tomach, dla małych bibliotek publicznych, naukowych czy dziecięcych, wydawano wersje skrócone klasyfikacji.
BBK dzieli całość wiedzy na trzy grupy: przyroda – społeczeństwo – myśl, dodając do każdej z nich nauki o niej. Schemat działów głównych został ukształtowany w taki sposób:
| A  | marksizm-leninizm                                                            |
| B  | nauki przyrodnicze w ogólności                                               |
| V  | nauki matematyczno-fizyczne                                                  |
| G  | nauki chemiczne                                                              |
| D  | nauki o ziemi                                                                |
| E  | nauki biologiczne                                                            |
| Z  | technika i nauki techniczne w ogólności                                      |
| Z  | energetyka                                                                   |
| I  | górnictwo                                                                    |
| K  | technologia metali. Budowa maszyn. Budowa przyrządów                         |
| L  | technologia chemiczna. Przemysły chemiczne i spożywcze                       |
| M  | technologia drewna. Przemysł lekki. Przemysł poligraficzny. Fotokinotechnika |
| N  | budownictwo                                                                  |
| O  | transport                                                                    |
| P  | rolnictwo i leśnictwo. Nauki rolnicze i leśne                                |
| R  | ochrona zdrowia. Nauki medyczne                                              |
| S  | nauki społeczne w ogólności                                                  |
| T  | historia. Nauki historyczne                                                  |
| U  | ekonomia. Nauki ekonomiczne                                                  |
| F  | polityka. Nauki polityczne                                                   |
| Ch | państwo i prawo. Nauki prawne                                                |
| C  | nauka wojenna. Wojskowość                                                    |
| C  | kultura. Nauka. Oświata                                                      |
| S  | nauki filologiczne. Literatura piękna                                        |
| Sc | sztuka. Nauka o sztuce                                                       |
| E  | religia. Ateizm                                                              |
| Ju | nauki filozoficzne. Psychologia                                              |
| Ja | literatura o treści uniwersalnej                                             |

Działy II. stopnia oznaczone są symbolami cyfrowymi, np.:
| A  | marksizm-leninizm                                                         |
| A1 | dzieła klasyków marksizmu-leninizmu                                       |
| A2 | życie i działalność Karola Marksa, Fryderyka Engelsa, Włodzimierza Lenina |

BBK ma również szeroko rozbudowany system poddziałów wspólnych, które określają formy dokumentów, terytorium, język lub pojęcia etniczne, chronologię dokumentów, pojęć wspólnych dla danej nauki.
BBK dopuszcza posługiwanie się dwukropkiem dla połączenia dwóch symboli głównych (tworząc w ten sposób symbol rozwinięty). Wszystkie działy są opatrzone indeksami przedmiotowymi.
Klasyfikacja BBK po niezbędnej adaptacji oprócz ZSRR stosowana była również w części bibliotek bułgarskich, wietnamskich, NRD, czechosłowackich, ale i polskich.
Prace nad aktualizacją tablic i możliwością zastosowania ich w systemach wyszukiwawczych prowadzone były w Oddziale Biblioteczno-bibliograficznej Klasyfikacji w Bibliotece im. Lenina.